# Caquetoire (architecture)
Pour les articles homonymes, voir caquetoire (homonymie).

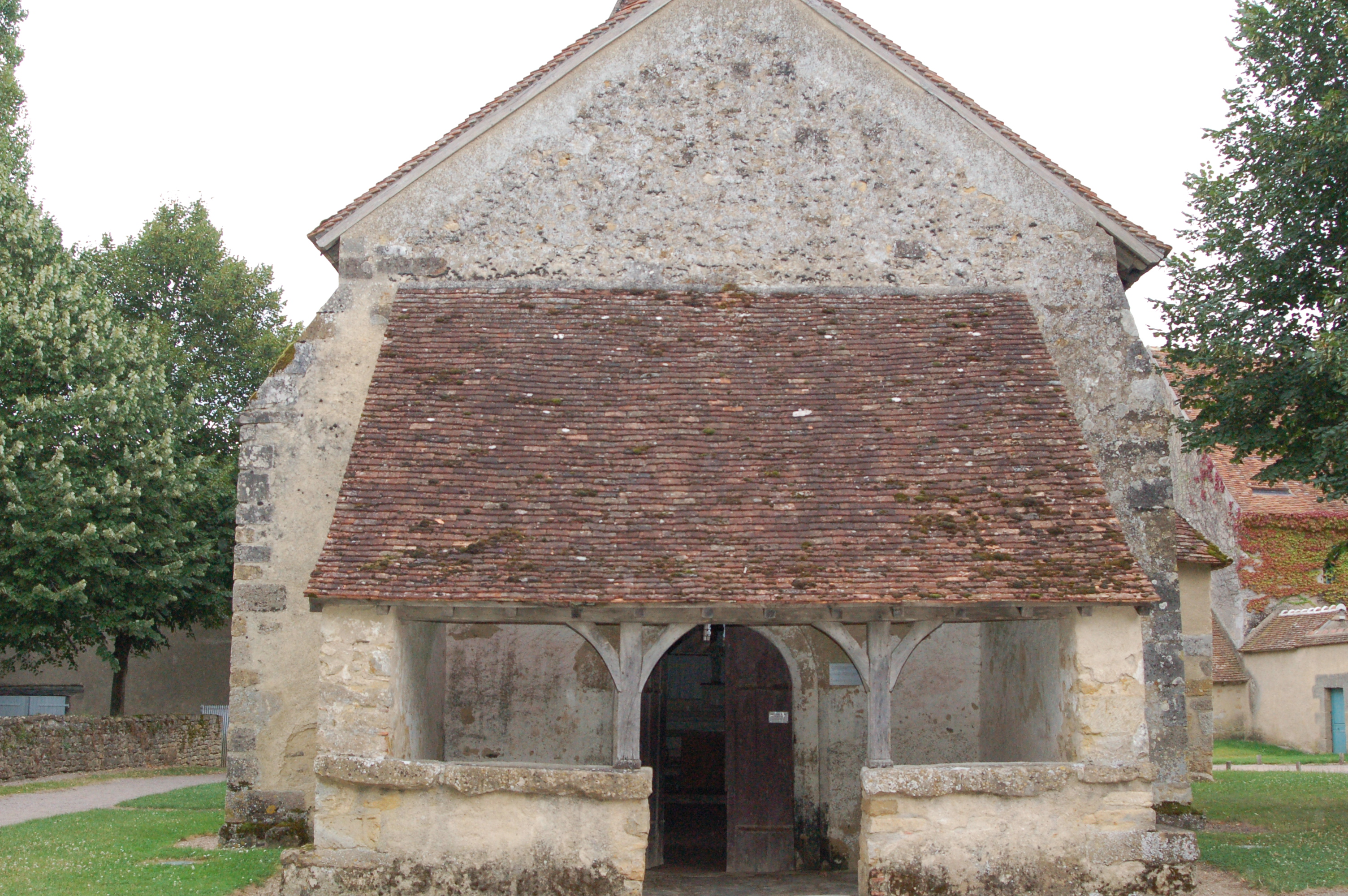
Caquetoire de l'église Sainte-Anne de Nohant (Indre).

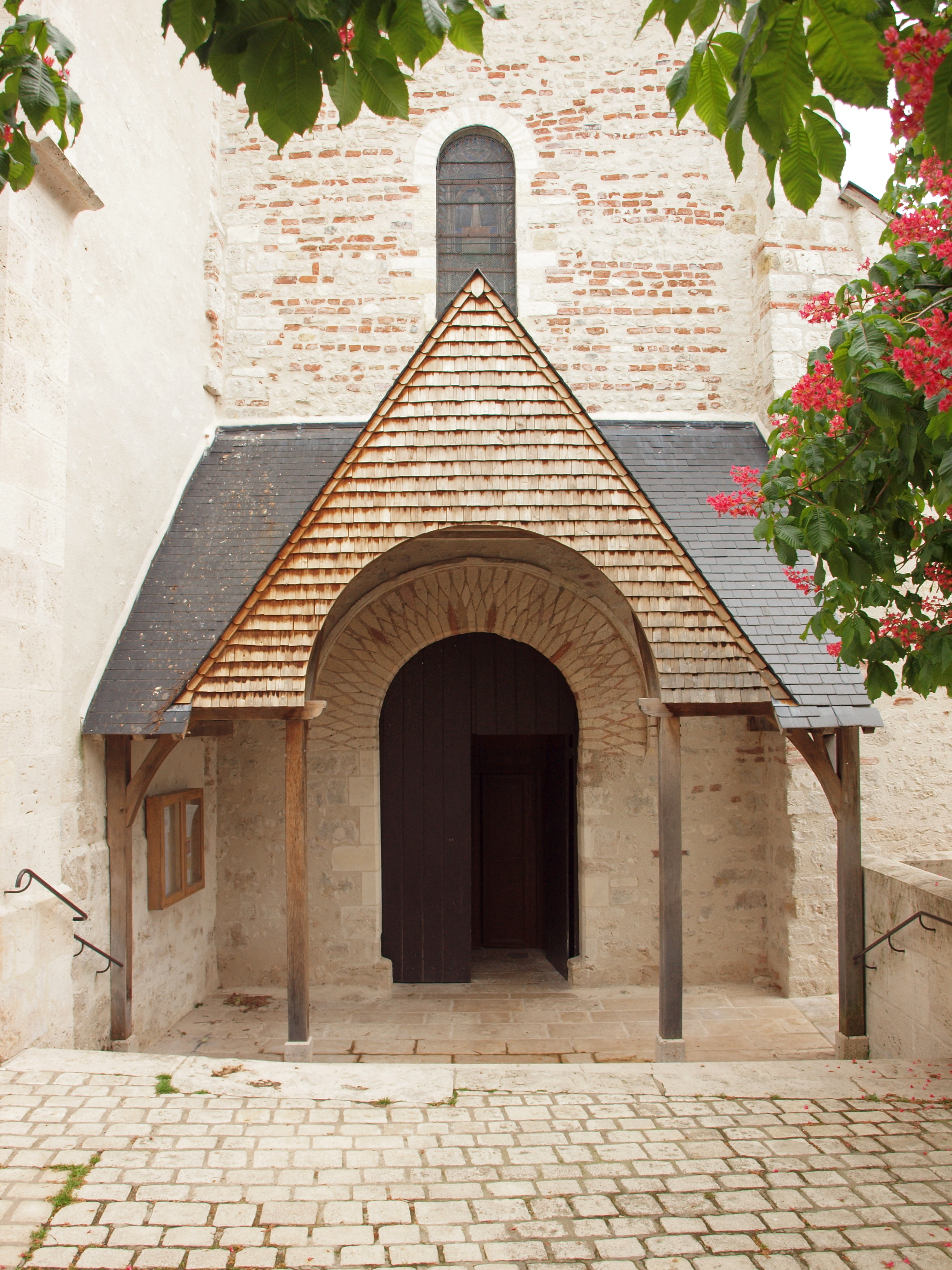
Caquetoire de l'église Saint-Mesmin de La Chapelle-Saint-Mesmin (Loiret).

Un caquetoire (parfois caquetoir) est un espace couvert, souvent en forme d'auvent, situé devant l'entrée de nombreuses églises, notamment dans le centre de la France (Orléanais : Gâtinais et Sologne ; Berry ; Bourbonnais), ou, plus rarement, accolé à l'un des côtés de la nef.
Il tire son nom du verbe caqueter (« bavarder à tort et à travers »), car les paroissiens pouvaient s'y abriter après les offices pour échanger les nouvelles. Si à l'origine le caquetoire désigne la galerie accueillant des réunions paroissiales, il signale par extension le porche sous forme d'auvent précédant l'entrée des églises.

## Description

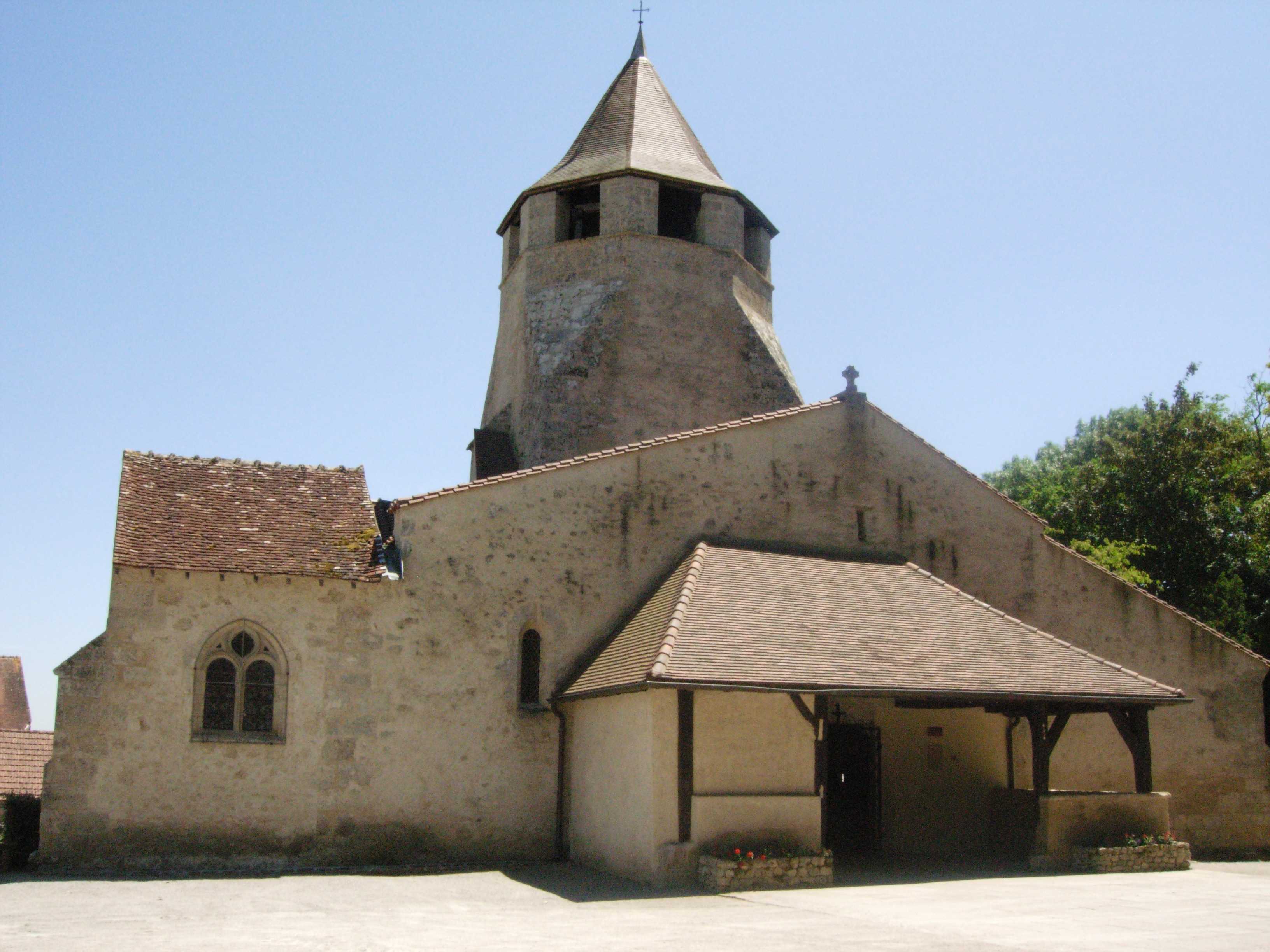
Caquetoire de l'église de Louchy.

Le caquetoire est habituellement couvert d'une toiture en tuiles à un pan, reposant sur une charpente et appuyée sur la façade de l'église, mais on trouve aussi des structures plus complexes : toiture à trois pans comme à l'église de Louchy (Allier) ou à l'église des Ormes (Yonne) ; pignon centré en forme de triangle qui vient briser la ligne de toiture dans plusieurs églises du Gâtinais et de Sologne. Les côtés sont souvent constitués d'un mur maçonné en pierres, tandis que le devant est ouvert ou partiellement délimité par un muret en pierres. Des poteaux en bois soutiennent la toiture lorsqu'elle ne repose pas sur un mur ; plus rarement, ils sont remplacés par des piliers, comme à Coulandon (Allier).
On trouve quelques exemples de caquetoires latéraux, notamment en Gâtinais, comme à Lombreuil, près de Montargis, ou à Treilles-en-Gâtinais, près de Courtenay, mais aussi à l'église Saint-Nicolas de Murat en Bourbonnais. À Souvigny-en-Sologne, le caquetoire, de très grande taille, comprend une partie frontale qui se prolonge à droite par une galerie latérale. Le même schéma se retrouve, dans la région de Sully-sur-Loire, à l'église Saint-Martin de Guilly ; il a été imité pour l'église Saint-Pierre de Saint-Père-sur-Loire, qui a remplacé l'église détruite par un bombardement pendant la Seconde Guerre mondiale.
Des bancs en pierre sont souvent adossés au mur de l'église ou aux murets délimitant le caquetoire. À l'église de Louchy, une ancienne pierre tombale a été réutilisée à cette fin.
Il n'est pas toujours facile de distinguer un petit caquetoire, espace destiné à la conversation, d'un auvent comme ceux qui protégeaient souvent les portails romans. En dehors de la taille, la présence de murets délimitant la structure ou de bancs en pierre pour s'asseoir est un critère de différenciation.

## Datation et localisation

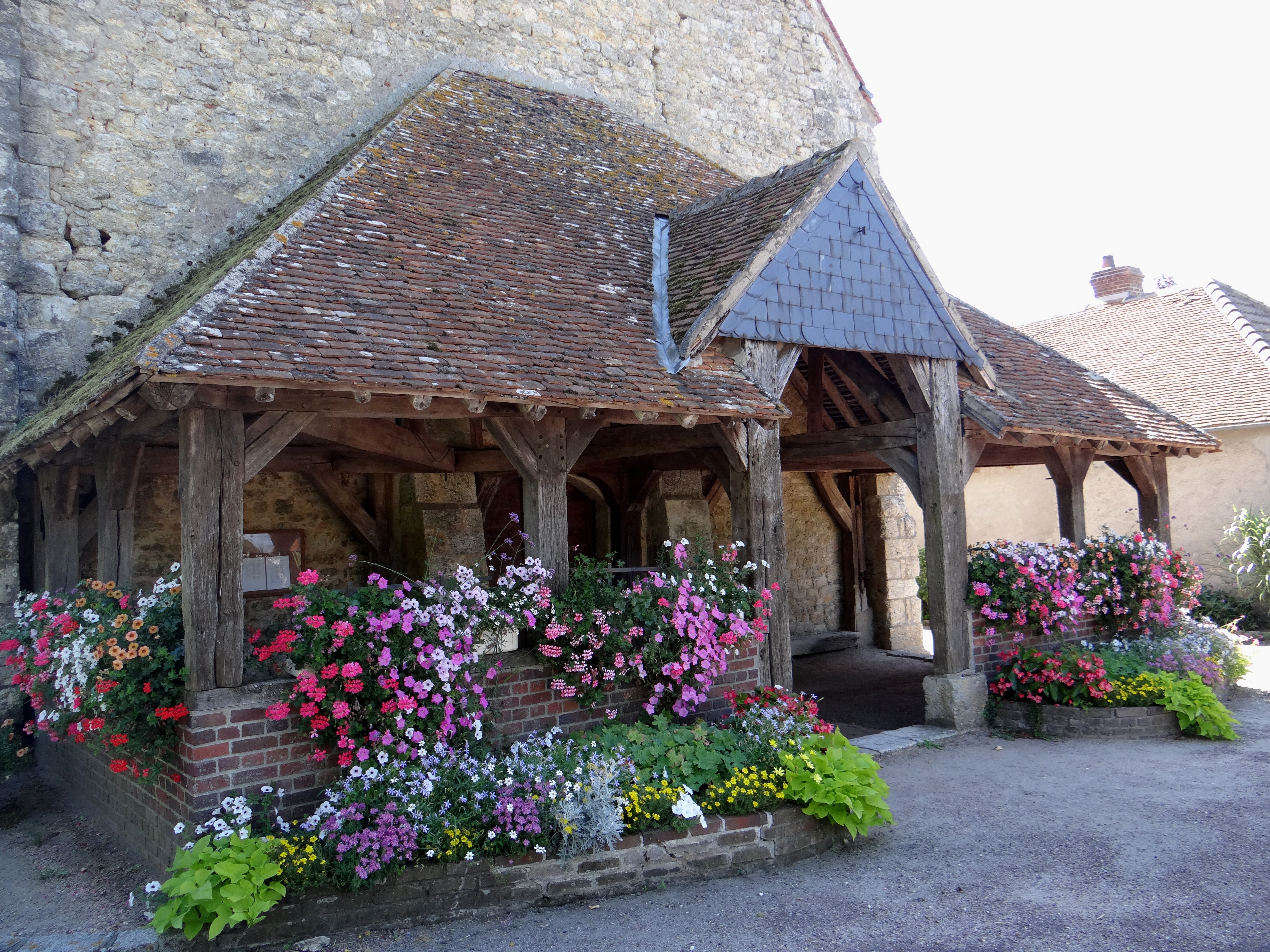
Le caquetoire d'Auvilliers-en-Gâtinais.

Les caquetoires se trouvent dans les églises de villages plutôt qu'en milieu urbain.
Beaucoup de caquetoires datent du XVe ou du XVIe siècle et ont été accolés à des églises romanes. Certains sont plus tardifs comme celui de l'église Saint-Laurent d'Auvilliers-en-Gâtinais, qui est du début du XVIIIe siècle ou celui de l'église de Saint-Firmin-des-Bois, qui imite au XIXe siècle le principe du caquetoire.

## Vocabulaire
La désignation de cet espace couvert sous le nom de caquetoir(e) est largement attestée de l'Orléanais au Bourbonnais, provinces où cette particularité de l'architecture des églises est très répandue. Le mot est connu aussi plus à l'ouest jusqu'en Normandie, mais on parle également de ballet (Perche, Maine) ou, plus simplement, de galerie. Cependant le mot caquetoire est dans ce sens d'un usage moins général que pour désigner une sorte de chaise ancienne. En Auvergne et en Forez, la référence aux poules qui caquètent s'exprime autrement, par un mot dérivé du nom latin de la poule, gallina (occitan galina ; ancien français geline) : on trouve galinière (poulailler) aux Martres-sur-Morge en 1514-1515 pour désigner ce type de construction ; gallinaire est attesté en Forez.

## Liste d'églises à caquetoire

### Anjou
- Église Saint-Michel de Fontevraud-l'Abbaye
- Église Sainte-Croix de Marson

### Berry
- Église Sainte-Anne de Nohant. Toiture à un pan reposant sur deux murs latéraux pleins et deux piliers de bois en façade. Muret de part et d'autre de l'entrée.
- Église Saint-Barthélémy de Brinon-sur-Sauldre

### Bourbonnais
- Ancienne église Saint-Blaise de Chareil, à Chareil-Cintrat
- Église Saint-Martin de Coulandon. Toiture à trois pans portée par des colonnes reposant sur un muret.
- Église Saint-Pourçain de Louchy-Montfand
- Église Saint-Saturnin de Mazerier
- Église Saint-Nicolas de Murat. Caquetoire latéral. Toiture à un pan reposant sur des murs pleins de chaque côté.
- Prieuré de Saint-Germain-des-Fossés
- Église de Saint-Martin-des-Lais
- Église Saint-Julien de Saulcet
- Église Saint-Martin du Theil. Caquetoire latéral.
- Église Saint-André de Valignat

### Bourgogne
- Église Notre-Dame de l'Annonciation de Beugnon (Yonne)

### Champagne et Brie
- Église Saint-Pierre de Crisenoy

### Guyenne
- Église Notre-Dame de Monteton
- Église Notre-Dame de Pardaillan

### Île-de-France
- Église Saint-Brice de Cernay-la-Ville

### Orléanais
Gâtinais

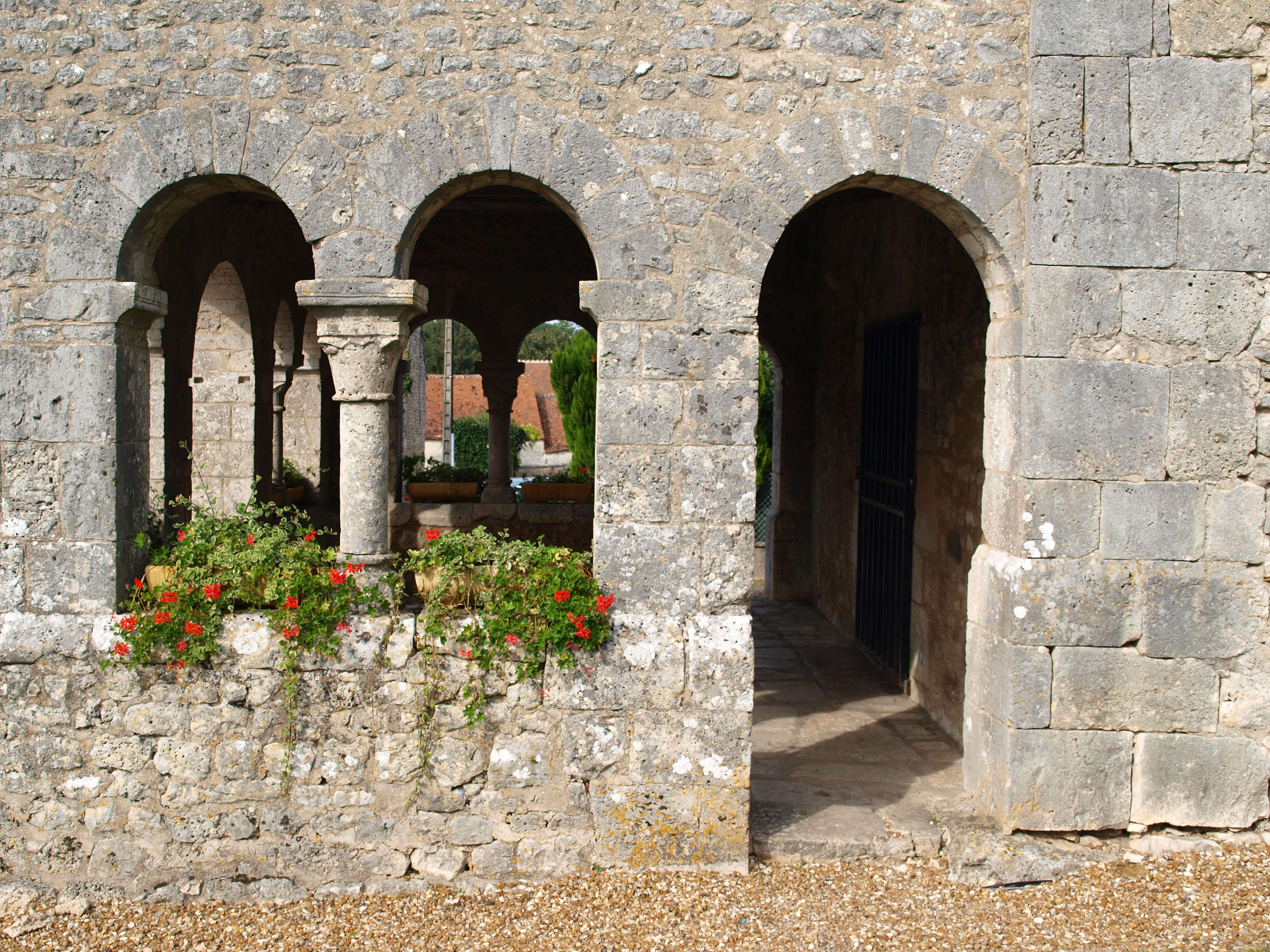
Le côté du caquetoire de Préfontaines, ancien porche roman.

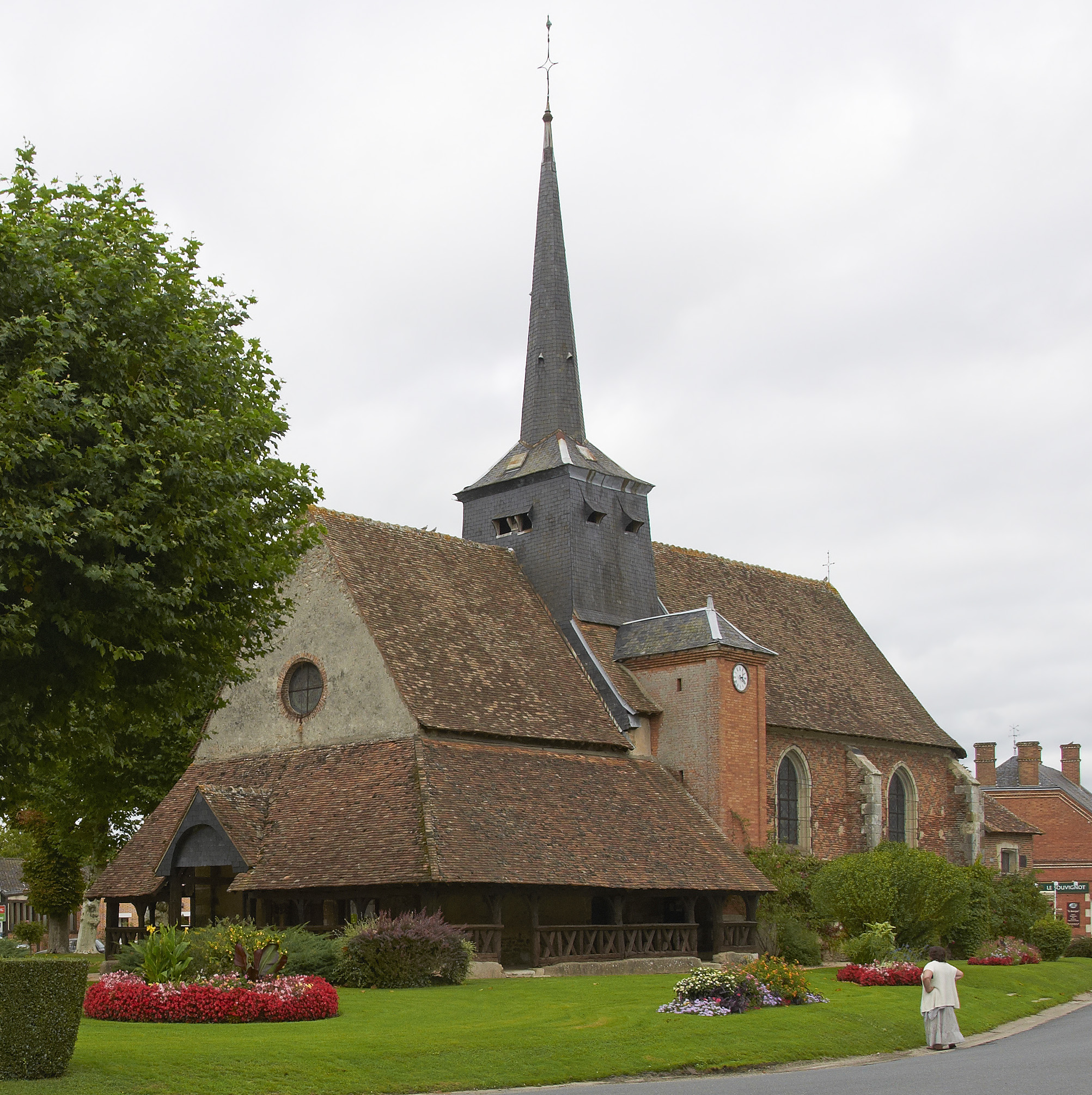
Le caquetoire de Souvigny-en-Sologne.

- Église Saint-Laurent d'Auvilliers-en-Gâtinais. Grand caquetoire du début du XVIIIe siècle.
- Église Saint-Loup de Bransles. Petit caquetoire entièrement en pierres avec toiture à deux pans.
- Église Saint-Martin de Chevillon-sur-Huillard. Ce petit caquetoire frontal est en fait un simple auvent porté par quatre piliers de bois.
- Église de La Chapelle-Saint-Sépulcre. Toiture à un pan.
- Église de La Selle-en-Hermoy. Toiture à trois pans. Édifice maçonné.
- Église Saint-Baudel de Lombreuil. Caquetoire latéral.
- Église Saint-Jean-Baptiste de Préfontaines. Ce caquetoire est en réalité un porche roman (classé MH) provenant d'une église de Château-Landon détruite pendant les guerres de religion. Il est légèrement trop haut par rapport à la façade de l'église et dépasse des versants de la toiture de la nef. Couverture à un pan. Édifice maçonné comprenant sur la façade une porte encadrée de baies géminées et sur chaque côté une porte et une baie géminée[8].
- Église Saint-Maurice de Saint-Maurice-sur-Fessard. Caquetoire latéral.
- Église Saint-Pierre de Treilles-en-Gâtinais. Caquetoire latéral.
- Église Saint-Pierre de Vieilles-Maisons-sur-Joudry. Caquetoire de la fin du XVIIIe ou du début du XIXe siècle, restauré en 2011 ; cette restauration a permis de supprimer sur la partie droite du caquetoire l'édifice construit au XIXe siècle pour abriter le corbillard à bras[9]. Toiture à trois pans avec avancée centrale et fronton triangulaire ; la couverture est en ardoises. Le muret sur le pourtour est en briques.

Sologne
- Église de Brinon-sur-Sauldre. Caquetoire du XVe siècle[5].
- Église de Cheverny. Il donne lieu l'été à un festival des arts de la rue[10].
- Église de Dhuizon[11].
- Église Saint-Martin de Guilly
- Église Saint-Étienne de Huisseau-sur-Cosson
- Église de Saint-Firmin-des-Bois. Interprétation moderne (XIXe siècle) de la tradition du caquetoire.
- Église Saint-Pierre de Saint-Père-sur-Loire. Interprétation moderne (XXe siècle) de la tradition du caquetoire.
- Église Saint-Martin de Souvigny-en-Sologne. Caquetoire daté de 1578[5].

Blésois
- Église Notre-Dame de Mulsans

Dunois
- Église Saint-Sulpice de Courbehaye

Sarthe
- Église Saint-Pierre de René

### Normandie
Eure
- Église Saint-Germain-l'Auxerrois de Noards. Toiture à deux pans[5] .

Seine-Maritime. Pays de Bray

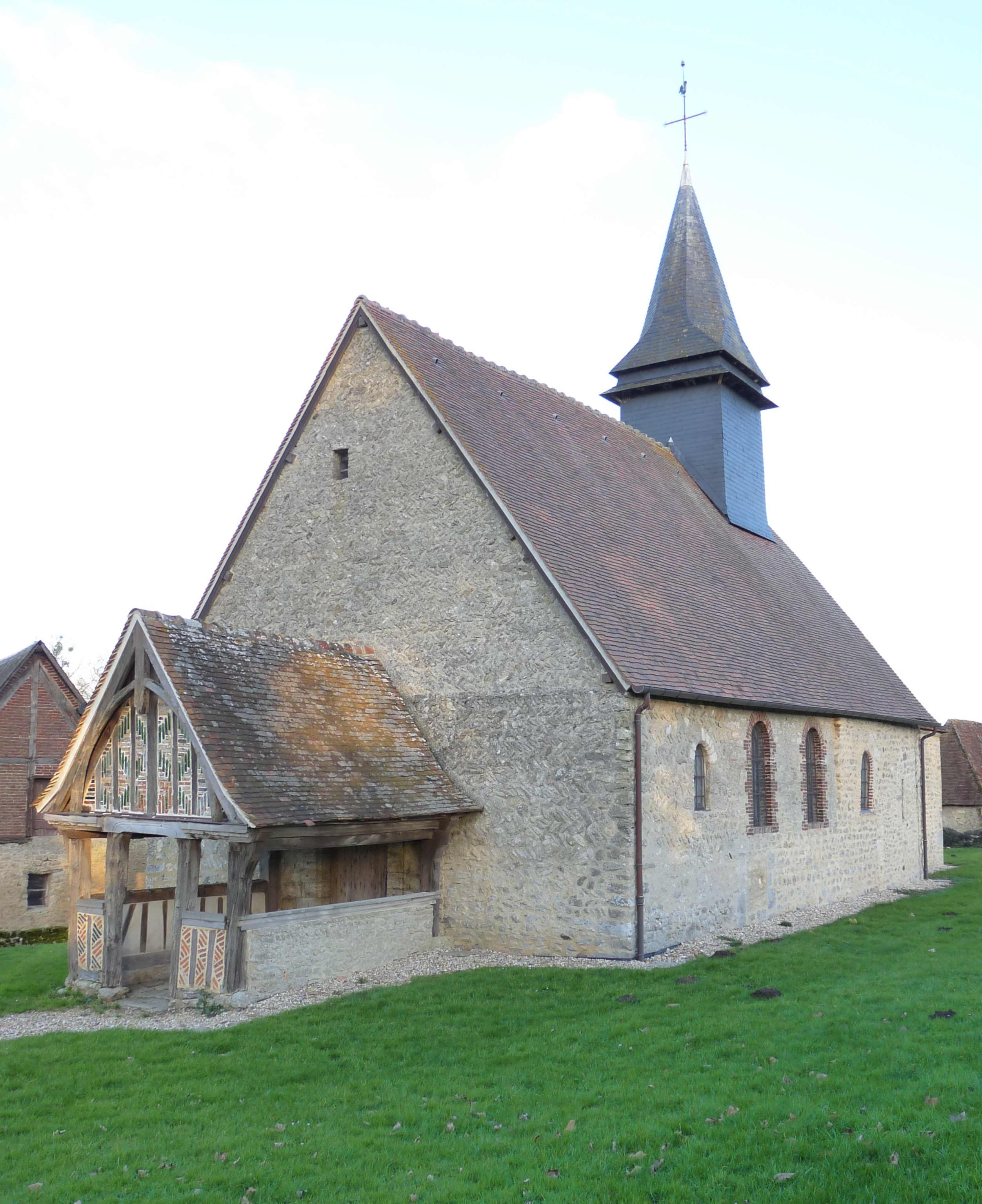
Église Saint-Pierre de Beuvreuil.

- Église Saint-Nicolas de Beauvoir-en-Lyons. Galerie en bois garnie d'un galandage de briques vernissées rouges. Toiture à trois pans. XVIe siècle.
- Église Saint-Pierre de Beuvreuil (ancienne paroisse aujourd'hui réunie à Dampierre-en-Bray). Galerie en bois garnie d'un galandage de briques émaillées jaunes et vertes. Toiture à deux pans. XVIe siècle.
- Église Saint-Martin d'Ernemont-la-Villette.
- Église Saint-Pierre d'Hodeng. L'édifice a la particularité de présenter des statues de bois taillées dans les poteaux mêmes de soutènement. XVIe siècle.

Seine-Maritime. Ailleurs
- Église Saint-Pierre d'Auppegard. Daté de 1608 ; l'inscription gravée à la construction qualifie cet édifice de porchail. En effet, l'édifice a plutôt les caractéristiques d'un porche. Toiture à trois pans.
- Église Saint-Martin de Crasville-la-Rocquefort.
- Église Saint-Martin et Saint-Aubin de Mauquenchy.
- Église de Ry. XVIe siècle.
- Église Saint-Maclou de Saint-Maclou-de-Folleville.